# Рафал Лещинський (футболіст)
Рафал Лещинський (пол. Rafał Leszczyński, нар. 26 квітня 1992, Варшава, Польща) — польський футболіст, воротар «Шльонська».

## Ігрова кар'єра

### Клубна
Грати у футбол Рафал Лещинський почав у складі столичної «Олімпії» у молодіжному складі. З 2009 року воротар приєднався до клубу Першої ліги «Зомбковія», де грав до літа 2015 року, коли підписав дворічний контракт з клубом «П'яст». Але заграти у клубі вищого дивізіону Лещинський не сміг і був відправлений в оренду у клуб «Подбескідзе», з яким після закінчення терміну оренди воротар підписав контракт на постійній основі.
У сезоні 2019/20 «Подбескідзе» посів друге місце у Першій лізі і вийшов до Екстракласи. Але сам Лещинський перейшов на правах вільного агента до клубу «Хробри». Відіграв у команді два сезони і знову вільним агентом приєднався до «Шльонська». 8 жовтня 2022 року у поєдинку проти «Гурника» Лещинський дебютував у турнірі Екстракласи.

### Збірна
У січні 2014 року у товариській грі проти команди Норвегії Рафал Лещинський зіграв свою єдину гру у складі національної збірної Польщі.